# Manfred Fuchs (Ökonom)
Manfred Fuchs ist ein österreichischer Ökonom und Politikwissenschaftler. Er ist a.o. Universitätsprofessor am Institut für Internationales Management der sozial- und wirtschaftswissenschaftlichen Fakultät der Karl-Franzens-Universität Graz, Referee der Academy of Management und Editorial Board Member des European Journal of International Management.

## Leben
Fuchs studierte Politikwissenschaften und Volkswirtschaftslehre an der Universität Innsbruck und der Universität Wien und war von 1987 bis 1988 Fulbright-Stipendiat an der University of Hawaii at Manoa. Nach einem Forschungsaufenthalt an der Chulalongkorn-Universität in Bangkok war er von 1990 bis 1995 leitender wissenschaftlicher Mitarbeiter am Starnberger Institut zur Erforschung globaler Strukturen, Entwicklungen und Krisen e.V. in Starnberg.
Von 1996 bis 1997 war er Gastprofessor am College of Europe in Brügge. Seit 1998 ist er am Institut für Internationales Management der Karl-Franzens-Universität Graz tätig, wo er 2004 in Betriebswirtschaftslehre habilitierte.
Fuchs beschäftigt sich vor allem mit Interkulturellem Management, der Rolle von Sozialkapital vor dem Hintergrund sich auflösender Unternehmensgrenzen und der Erforschung von Joint Ventures in China.

## Publikationen
- Ten Years Debt Crisis (mit Otto Kreye), Wien 1992
- Markt, Gewalt und Subsistenzproduktion: Bäuerliche Protestbewegungen gegen die Modernisierung und Durchkapitalisierung der Agrarproduktion in den Philippinen, Hamburg 1993.
- Der Preis der Kohle. Eine vergleichende Studie über den Kohlebergbau in Kolumbien, Südafrika und Polen., München 1997
- Management Internationaler Geschäftstätigkeit (mit G. Apfelthaler), Wien-New York 2002
- Sozialkapital und Vertrauen in Organisationen, Wiesbaden 2006
- International Joint Ventures in China, Shanghai-Düsseldorf (forthcoming)